# شان تیلور
شان تیلور (انگلیسی: Sean Taylor؛ ۱ آوریل ۱۹۸۳ – ۲۷ نوامبر ۲۰۰۷) یک ورزشکار و بازیکن گریدیرون فوتبال اهل ایالات متحده آمریکا بود.
از باشگاه‌هایی که در آن بازی کرده‌است می‌توان به واشینگتن ردسکینز اشاره کرد. او در ۲۷ نوامبر ۲۰۰۷ میلادی، در سن ۲۴ سالگی، بر اثر شلیکِ گلولهٔ دزدانِ منزلش در میامی درگذشت.